# Хутрантемпті
Хутрантемпті (*д/н — 2000/1996 до н. е.) — цар Еламу в 2010—2000/1996 роках до н. е. Відновив незалежність держави та підкорив південний Шумер.

## Життєпис
Походив з династії Сімашки (Шимашкі). Про батьків відсутні відомості. Спочатку правив в м. Аншан. Можливо близько 2028 року до н. е. посів трон. Ймовірно саме він або його брат одружився з донькою урського царя Іббі-Сіна, який здолав еламське царство Симашкі на чолі із Енпі-лухханом.
До 2010 року до н. е. Хутрантемпті скористався розпадом Аккадо-Шемерської держави на чолі з Уром, що відбулося близько 2017 року до н. е., відвоювавши південний та західний Елам. В Аншані владу передав братові або швагру Кіндатту.
2003 року до н. е. в союзі з племенами субареїв з гір Загросу та амореями, що перетнули торгівельні шляхи Ура з півдня на Аравійському півострові, Хутрантемпті виступив проти Іббі-Сіна, якому завдав нищівної поразки. Невдовзі було захоплено й сплюндровано Ур. Іббі-сіна було відправлено до Суз. Велику здобич отримали еламіти. Водночас грабунок Ура мав таких значних масштабів, що надовго залишитися в пам'яті населення Шумеру.
1996 року до н. е. Ішбі-Ерра, цар Ісіна, вигнав еламітську залогу з Ура та звільнив південний Шумер. Більшість дослідників вважають, що це сталося після смерті Хутрантемпті. Напевне він помер близько 2000 року до н. е. Йому спадкував небіж (син сестри) Ідатту I, але того невдовзі відсторонив стрийко Кіндатту.